# Scott Goodall
Pour les articles homonymes, voir Goodall.
Scott Goodall, né à Aberdeen le 7 novembre 1935 et mort le 7 mars 2016 à Lescure (Ariège), est un scénariste de bande dessinée britannique.

## Biographie
Né en Écosse, Scott Goodall a commencé dans la bande dessinée durant les années 1960. Il faisait partie d'un groupe de scénaristes en rotation pour la bande dessinée effrayante The Strangest Stories Ever Told, publiée dans School Friend (en). Goodall a écrit des scénarios de Captain Hurricane pour la bande dessinée Valiant de 1963 à 1976.
En 1965, il a été très impliqué dans le lancement de l'hebdomadaire TV Century 21 avec Alan Fennell (en) et Angus Allan (en). Goodall a écrit les scripts des Thunderbirds pendant deux ans pour TV21, dessinés par Frank Bellamy; et aussi la plupart des scripts de Zero X (en), dessinés par Mike Noble.
Il a vécu dans le village de Lescure en France depuis 1981. Il s'est notamment investi au sein de l'association du Chemin de la Liberté de Saint-Girons et sa randonnée commémorative transfrontalière, en mémoire des civils et militaires fuyant l’occupation nazie durant la Seconde Guerre mondiale, mettant ainsi à profit sa langue maternelle pour lier des contacts avec des Résistants et descendants britanniques.

## Œuvre

### Publications françaises
- Akim, Aventures et Voyages, collection Mon journal

309. L'Ours volant, scénario de Scott Goodall et Roberto Renzi, dessins d'Augusto Pedrazza et Joe Colquhoun, 1972
312. Le Lion géant, scénario de Scott Goodall et Roberto Renzi, dessins d'Augusto Pedrazza, Antonio Guerrero et Joe Colquhoun, 1972
317. La Nuit des grands feux, scénario de Scott Goodall et Roberto Renzi, dessins d'Augusto Pedrazza, Antonio Guerrero et Joe Colquhoun, 1972
321. La Colonne des sacrifices, scénario de Scott Goodall et Roberto Renzi, dessins d'Augusto Pedrazza et Joe Colquhoun, 1972
452. L'Affrontement, scénario de Scott Goodall, Daniele Fagarazzi et Roberto Renzi, dessins d'Augusto Pedrazza, Maurizio Santoro et Joe Colquhoun, 1978
455. L'Ennemie implacable, scénario de Scott Goodall, Daniele Fagarazzi et Roberto Renzi, dessins d'Augusto Pedrazza, Maurizio Santoro et Joe Colquhoun, 1978
456. Échec à la reine, scénario de Scott Goodall, Daniele Fagarazzi et Roberto Renzi, dessins d'Augusto Pedrazza, Enrique Cerdán Fuentes, Maurizio Santoro et Joe Colquhoun, 1978
460. Échec au roi, scénario de Scott Goodall, Silverio Pisu, Cammarota et Roberto Renzi, dessins d'Augusto Pedrazza, Nadir Quinto et Joe Colquhoun, 1978
461. La grande offensive, scénario de Scott Goodall, Silverio Pisu, Cammarota et Roberto Renzi, dessins d'Augusto Pedrazza, Nadir Quinto et Joe Colquhoun, 1978
462. La Révolte des Putras, scénario de Scott Goodall, Silverio Pisu, Cammarota et Roberto Renzi, dessins d'Augusto Pedrazza, Nadir Quinto et Joe Colquhoun, 1978
466. La Fontaine de feu, scénario de Scott Goodall, Silverio Pisu, Cammarota et Roberto Renzi, dessins d'Augusto Pedrazza, Nadir Quinto et Joe Colquhoun, 1979
467. La Vallée des orchidées noires, scénario de Scott Goodall, Silverio Pisu, Cammarota et Roberto Renzi, dessins d'Augusto Pedrazza, Nadir Quinto et Joe Colquhoun, 1979
468. Le Parfum de la mort, scénario de Scott Goodall, Silverio Pisu, Cammarota et Roberto Renzi, dessins d'Augusto Pedrazza, Nadir Quinto et Joe Colquhoun, 1979
469. Le Plan diabolique de Peter Fux, scénario de Scott Goodall, Silverio Pisu, Cammarota et Roberto Renzi, dessins d'Augusto Pedrazza, Nadir Quinto et Joe Colquhoun, 1979
470. Le Seigneur de la jungle, scénario de Scott Goodall, Silverio Pisu, Cammarota et Roberto Renzi, dessins d'Augusto Pedrazza, Nadir Quinto et Joe Colquhoun, 1979
472. Le Faucon, scénario de Scott Goodall, Silverio Pisu, Cammarota et Roberto Renzi, dessins d'Augusto Pedrazza, Nadir Quinto et Joe Colquhoun, 1979
474. Le Retour du Faucon, scénario de Scott Goodall, Silverio Pisu, Cammarota et Roberto Renzi, dessins d'Augusto Pedrazza, Nadir Quinto et Joe Colquhoun, 1979
476. Akim va en ville, scénario de Scott Goodall, Silverio Pisu, Cammarota et Roberto Renzi, dessins d'Augusto Pedrazza, Nadir Quinto et Joe Colquhoun, 1979
606. Un coup d'audace, scénario de Scott Goodall, Tom Tully et Roberto Renzi, dessins d'Augusto Pedrazza, John Stokes et Mike Western, 1984
- Anouk, Jeunesse et vacances

6. Le Général s'en mêle, scénario de Scott Goodall et Roger Lécureux, dessins de Jacques Arbeau, 1967
8. Perle joue en finesse, scénario de Scott Goodall et Guglielmo Zucconi, dessins de Jacques Arbeau et Grazia Nidasio, 1968
31. Un Match sans combattants, scénario de Scott Goodall, 1970
43. Trois filles à l'Ouest, scénario de Scott Goodall, Guglielmo Zucconi et Marijac, dessins de Dut, Christian Gaty et Grazia Nidasio, 1973
- Atémi, Aventures et Voyages, collection Mon journal

110. L'Île au dragon, scénario de Scott Goodall, dessins de Mike Western et Eric Bradbury, 1981
170. Out !, scénario d'Antonio Musso et Scott Goodall, dessins de James Bleach, Eric Bradbury et Loredano Ugolini, 1984
171. Les Rquins, scénario d'Antonio Musso et Scott Goodall, dessins de James Bleach, Eric Bradbury et Loredano Ugolini, 1984
173. Les Clameurs de la foule, scénario d'Antonio Musso, Max Bunker et Scott Goodall, dessins de James Bleach, Eric Bradbury, Leonardo Gagliano et Loredano Ugolini, 1984
176. Le Tunnel des sorcières, scénario d'Antonio Musso, Max Bunker, Gerry Finley-Day et Scott Goodall, dessins d'Eric Bradbury, Leonardo Gagliano et Loredano Ugolini, 1984
178. Le Temps des assassins, scénario d'Antonio Musso, Max Bunker, Gerry Finley-Day et Scott Goodall, dessins d'Eric Bradbury, Leonardo Gagliano et Loredano Ugolini, 1984
180. Steve la Haine, scénario d'Antonio Musso, Gerry Finley-Day et Scott Goodall, dessins d'Eric Bradbury, Sandy James et Loredano Ugolini, 1984
181. La Triche, scénario d'Antonio Musso, Max Bunker, Gerry Finley-Day et Scott Goodall, dessins d'Eric Bradbury, Leonardo Gagliano et Loredano Ugolini, 1984
183. Les Yeux d'Andy, scénario d'Antonio Musso, Max Bunker, Gerry Finley-Day et Scott Goodall, dessins de Carlos Musquera, Leonardo Gagliano et Loredano Ugolini, 1984
184. Kidnapping, scénario d'Antonio Musso, Max Bunker, Gerry Finley-Day et Scott Goodall, dessins de Leonardo Gagliano et Loredano Ugolini, 1984
185. La Trahison de Norma Bailey, scénario d'Antonio Musso, Max Bunker, Gerry Finley-Day et Scott Goodall, dessins de Leonardo Gagliano et Loredano Ugolini, 1984
251. Le Tyran de San Monez, scénario de Scott Goodall, 1988
252. Échec et mat au tyran !, scénario de Scott Goodall, 1988
253. Puma Noir - Le costume des héros, scénario de Scott Goodall, 1988
254. Pièges en série, scénario de Scott Goodall, 1988
255. L'Homme-caoutchouc a disparu, scénario de Scott Goodall, 1988
- Brik, Aventures et Voyages, collection Mon journal

151. La Mort rouge, scénario de Scott Goodall et Michel-Paul Giroud, dessins de Pedro Alferez, Guido Zamperoni, John Stokes et Michel-Paul Giroud, 1970
152. S.O.S au fond des eaux, scénario de Scott Goodall, dessins de Guido Zamperoni et John Stokes, 1971
153. Le Monstre de fer, scénario de Scott Goodall et Jac L., dessins de Jac L., Guido Zamperoni et John Stokes, 1971
154. L'Homme noir, scénario de Scott Goodall et Guy Lehideux, dessins de Guy Lehideux, Guido Zamperoni et John Stokes, 1971
155. Les Grottes de la mort, scénario de Scott Goodall et Víctor Mora, dessins de Kurt Caesar, Guido Zamperoni et John Stokes, 1971
156. Les Eaux de Londres, scénario de Scott Goodall et Víctor Mora, dessins de Kurt Caesar et John Stokes, 1972
157. Les Dresseurs d'ours, scénario de Scott Goodall, Michel-Paul Giroud et Víctor Mora, dessins de Kurt Caesar, Guido Zamperoni, Michel-Paul Giroud et John Stokes, 1972
158. Le Plongeon vers l'inconnu !, scénario de Scott Goodall et Víctor Mora, dessins de Kurt Caesar, Leone Cimpellin et John Stokes, 1972
159. Le Faux espoir, scénario de Scott Goodall et Víctor Mora, dessins de Kurt Caesar, Leone Cimpellin et John Stokes, 1972
160. Agokk, le masqué, scénario de Scott Goodall, Michel-Paul Giroud, Guy Lehideux et Víctor Mora, dessins de Kurt Caesar, Leone Cimpellin, Michel-Paul Giroud, Guy Lehideux et John Stokes, 1973
161. John-Jone, scénario de Scott Goodall, dessins de John Stokes, 1973
162. Toujours plus fort, scénario de Scott Goodall, Guy Lehideux et Víctor Mora, dessins de Kurt Caesar, Guy Lehideux et John Stokes, 1973
163. Le Secret de Galaboosh Gulf, scénario de Scott Goodall, Vicar et Víctor Mora, dessins de Kurt Caesar, Vicar et John Stokes, 1973
164. Père Fouettard, scénario de Scott Goodall et Víctor Mora, dessins de Kurt Caesar et John Stokes, 1974
165. Les Récifs de la mort, scénario de Scott Goodall, dessins de John Stokes, 1974
166. La Princesse maudite, scénario de Scott Goodall, Renata Gelardini et Víctor Mora, dessins de Kurt Caesar, Ruggero Giovannini et John Stokes, 1974
167. Au risque de mourir, scénario de Scott Goodall, dessins de John Stokes, 1974
168. Tombeau à la dérive, scénario de Scott Goodall et Víctor Mora, dessins de Kurt Caesar et John Stokes, 1975
169. Les Captives du sultan, scénario de Scott Goodall et Víctor Mora, dessins de Kurt Caesar et John Stokes, 1975
170. La Terre tremble, scénario de Scott Goodall, Vicar et Víctor Mora, dessins de Kurt Caesar, Vicar et John Stokes, 1975
171. Drame à Venise, scénario de Scott Goodall et Víctor Mora, dessins de Kurt Caesar, Jaime Juez et John Stokes, 1975
172. De pire en… vampire !, scénario de Scott Goodall, Michel-Paul Giroud et Víctor Mora, dessins de Kurt Caesar, Jaime Juez, Michel-Paul Giroud, Guy Lehideux et John Stokes, 1976
173. Le Marquis de la Merlinoui, scénario de Scott Goodall, Michel-Paul Giroud et Víctor Mora, dessins de Kurt Caesar, Jaime Juez, Michel-Paul Giroud, Guy Lehideux et John Stokes, 1976
174. Un Émir pour Talath, scénario de Scott Goodall et Víctor Mora, dessins de Kurt Caesar et John Stokes, 1976
175. Grand sorcier léopard, scénario de Scott Goodall, Mario Sbattella et Víctor Mora, dessins de Kurt Caesar, Mario Sbattella et John Stokes, 1976
176. Dansez Milord !, scénario de Scott Goodall et Víctor Mora, dessins de Kurt Caesar, Tom Kerr et John Stokes, 1977
177. Fou ! Fou ! Fou !, scénario de Scott Goodall et Víctor Mora, dessins de Kurt Caesar et John Stokes, 1977
178. Des coups, scénario de Scott Goodall, Michel-Paul Giroud et Víctor Mora, dessins de Kurt Caesar, Michel-Paul Giroud, Guy Lehideux et John Stokes, 1977
179. Quand ça fait boum, scénario de Scott Goodall, Michel-Paul Giroud et Víctor Mora, dessins de Kurt Caesar, Michel-Paul Giroud, Guy Lehideux et John Stokes, 1977
180. La petite sorcière, scénario de Scott Goodall et Víctor Mora, dessins de Kurt Caesar, Enrique Cerdán Fuentes, Jesús Blasco et John Stokes, 1978
181. La Coupe empoisonnée, scénario de Scott Goodall et Víctor Mora, dessins de Kurt Caesar, Jesús Blasco et John Stokes, 1978
182. Milord Face d'or, scénario de Scott Goodall et Víctor Mora, dessins de Kurt Caesar, Jesús Blasco et John Stokes, 1978
183. L'Île des esclaves, scénario de Scott Goodall, Tom Tully et Víctor Mora, dessins de Kurt Caesar, Julio Schiaffino et John Stokes, 1978
184. La Fille au boulet d'or, scénario de Scott Goodall, Tom Tully et Víctor Mora, dessins de Kurt Caesar, Julio Schiaffino et John Stokes, 1979
185. L'Île des zombis, scénario de Scott Goodall, Tom Tully et Víctor Mora, dessins de Kurt Caesar, Julio Schiaffino et John Stokes, 1979
- Janus Stark, Aventures et Voyages, collection Mon journal

60. Les Naufrageurs, scénario de Scott Goodall, Barrie Tomlinson et Antonio Musso, dessins de Loredano Ugolini et Eduard Vanyo, 1983
- Marney le Renard, 2021  (ISBN 9782491374341)

- The Phantom, Images innées

1. La Mort jaune / Les Enfants de la forêt, scénario de Scott Goodall, dessins de Jean-Yves Mitton, 2011  (ISBN 978-2-9535314-5-9)
2. Le Nectar des dieux / Worubu, scénario de Scott Goodall et Norman J. Worker, dessins de Jean-Yves Mitton, 2011  (ISBN 978-2-9535314-7-3)
3. Mort à Bruges / Le Secret de la cathédrale, scénario de Scott Goodall et Donne Avenell, dessins de Jean-Yves Mitton, 2011  (ISBN 978-2-9535314-5-9)
4. La Vengeance de Hoogan / Le Marais des vents éternels, scénario de Scott Goodall et Lennart Moberg, dessins de Jean-Yves Mitton, 2012  (ISBN 1-09-080507-1)

- Safari, Aventures et Voyages, collection Mon journal

138. La Pluie de feu, scénario de Scott Goodall, John Wagner et Jesús Flores Thies, dessins de John Cooper, Carlos Giménez et Stelio Fenzo, 1979
- Yataca, Aventures et Voyages, Mon journal

91. La Vallée maudite, scénario de Scott Goodall, dessins de John Stokes et Juan Escandell, 1976
93. La Fosse aux panthères sacrées, scénario de Scott Goodall, dessins de John Stokes, Juan García Quiros et Juan Escandell, 1976
94. Faux et usage de faux, scénario de Scott Goodall, dessins de John Stokes, Juan García Quiros et Juan Escandell, 1976
108. Les Trafiquants de mort, scénario de Scott Goodall, dessins de John Stokes, Juan García Quiros et Juan Escandell, 1977
178. Danger de mort, scénario de Scott Goodall, Andreu Martín et Jean Ollivier, dessins de Suso, 1983
179. La Révolte des Bwakas, scénario de Scott Goodall et Andreù Martín, dessins de Suso, 1983
180. L'Or des Ituris, scénario de Scott Goodall et Andreù Martín, dessins de Suso, 1983
181. La Grotte sacrée, scénario de Scott Goodall et Andreù Martín, dessins de Suso et Juan García Quiros, 1983
- Zora, Aventures et Voyages, Mon journal

50. Défi à la mort, scénario de Scott Goodall et Ennio Missaglia, dessins de Vladimiro Missaglia, 1979